# British Racing Motors
British Racing Motors (BRM) — гоночна команда Формули-1, заснована Реймондом Мейсом та Пітером Бертоном, що брала участь у чемпіонаті світу Формули-1 в 1951 році, та з 1956 по 1977 рік. За цей час команда взяла участь у 197 Гран-Прі, з яких виграла 17. У сезоні 1962 року команда стала володарем Кубку Конструкторів, а її пілот Грем Хілл — чемпіоном світу.